# تيم بيتمان
تيم بيتمان (بالإنجليزية: Tim Bateman)‏ هو لاعب اتحاد الرغبي نيوزيلندي، ولد في 3 يونيو 1987 في غرايموث في نيوزيلندا.

## وصلات خارجية
- تيم بيتمان عل موقع إسبنسكروم (الإنجليزية)
- تيم بيتمان على موقع ItsRugby.co.uk (الإنجليزية)